# Buddy Rogers
Herman Gustav Rohde Jr. (ur. 20 lutego 1921 w Camden, zm. 26 czerwca 1992 w Fort Lauderdale) – amerykański wrestler lepiej znany pod pseudonimem „Nature Boy” Buddy Rogers. W czasie swojej ponad dwudziestoleniej kariery wrestlerskiej zdobył wiele mistrzostw regionalnych National Wrestling Alliance, w tym 14 razy marylandzką wersję Midwest / Eastern Heavyweight Championship. Był też posiadaczem mistrzostwa światowego NWA World Heavyweight Championship i inauguracyjnym posiadaczem głównego mistrzostwa WWWF (późniejsze WWF i WWE). Często był nazywany najbardziej znienawidzonym wrestlerem w historii ze względu na skuteczne odgrywanie roli heela. Jego styl inspirował wielu wrestlerów, w tym rekordowego posiadacza tytułów światowych, Rica Flaira, z którym stoczył walkę w 1979.

## Młodość
Urodził się 20 lutego 1921 w Camden w stanie New Jersey jako Herman Gustav Rohde Jr. Jego rodzice byli imigrantami z Niemiec. Wychowywał się w drewnianym dwupiętrowym domu przy ulicy Arlington Street w biedniejszej części miasta. W młodości był mistrzem zapasów w lokalnym YMCA. W czasie swojej edukacji w liceum Camden High School zdobył dyplomy sportowe z boksu, futbolu, pływania i lekkoatletyki. W 1937 wygrał organizowane przez YMCA mistrzostwa w pływaniu na trzy mile. W wieku 17 lat dołączył do cyrku Dade Brothers Circus, gdzie pracował jako zapaśnik.

## Kariera wrestlerska
Trenował wrestlerów: Bobby’ego Rogersa, Dirty Morgana, Pata O’Connora i Scotta McGhee.

### National Wrestling Alliance i American Wrestling Association (1939 – 1963)

#### Początek kariery (1939 – 1945)
Swoją karierę rozpoczął 4 lipca 1939 w stanie New Jersy pod pseudonimem Herman Rohde. Po przeprowadzeniu się do Teksasu przefarbował swoje włosy na bielszy kolor i przyjął pseudonim The Nature Boy, który wymyślił zainspirowany piosenką jazzową Nature Boy Nata Kinga Cole’a. Charakterystyczne dla jego wyglądu stały się loki w kolorze jasnego blondu i mocna opalenizna. Charakterystycznym dla siebie chwytem uczynił Figure-Four Leglock. Postać w wrestlingu, jaką odgrywał, cechowały duma i zadufanie. Często drwił z przeciwników w ringu po tym jak ich pokonał.

#### Wielokrotny mistrz Teksasu (1945 – 1946)
21 maja 1945 Buddy Rogers i Otto Kuss pokonali Marvina Jonesa i Hansa Schnable'a i zdobyli należące do nich tytuły drużynowe NWA Texas Tag Team Championship. Niedługo potem to mistrzostwo zostało dezaktywowane.
27 lipca 1945 Buddy Rogers pokonał mistrza Dave’a Levina w walce o pas NWA Texas Heavyweight Championship. 31 sierpnia przegrał mistrzostwo w walce przeciwko Tedeowi Coxowi, ale odzyskał je w starciu rewanżowym 7 września. Następnie 19 września Jim Casey pokonał Rogersa i odebrał mu tytuł, ale Rogers odzyskał go zwyciężając starcie rewanżowe 23 listopada. Kolejną osobą, której udało się przejąć mistrzostwo Rogersa był Lou Thesz. Miało to miejsce 3 maja 1946. Rogers wygrał walkę rewanżową i odzyskał tytuł 10 maja. Na dłuższy okres Rogers stracił mistrzostwo 24 czerwca po przegranym pojedynku z Kay Bellem.

#### Jack Pfefer i Montreal Athletic Commission (1947 – 1951)
21 lipca 1947 zdobył promowany przez Jacka Pfefera pas World Heavyweight Championhip, pokonując dotychczasowego mistrza, Dave’a Levina. 8 września przegrał walkę o ten tytuł z Leroyem McGuirkiem, ale zachował mistrzostwo, a McGuirk był uznawany za mistrza tylko przez organizację Midwest Wrestling Association w zachodnim Teksasie. Rogers stracił pas oficjalnie 26 października 1948 przegrywając walkę z Billym Darnellem. Odzyskał mistrzostwo 5 marca 1949, pokonując ówczesnego mistrza, Sheika Lawrence’a. Tytuł posiadał do 7 lipca tego samego roku, kiedy to przegrał walkę przeciwko George’owi Bollasowi. Ponownie odzyskał mistrzostwo 25 maja 1950, pokonując ówczesnego posiadacza, The Demona. Następnie przegrał walkę o pas przeciwko Bozo Brownowi dnia 10 czerwca 1950, ale odzyskał mistrzostwo po walce rewanżowej 24 czerwca 1950 i posiadał je do 6 lipca 1950, kiedy został pokonany przez Indian Nature Boya.
9 maja 1951 pokonał mistrza Bobby’ego Managoffa i zdobył pas MAC International Heavyweight Championship sankcjonowany w Montrealu przez organizację Montreal Athletic Commission. 13 lipca stracił mistrzostwo przegrywając walkę przeciwko Yvonowi Robertowi.

#### American Wrestling Association (1952 – 1961)
14 października 1952 pokonał Dona Arnolda i przejął należący do niego pas AWA World Heavyweight Championship – wersję Ohio. 2 grudnia pokonał mistrza Killer Kowalskiego w walce o AWA Eastern States Heavyweight Championship, które 3 lutego 1953 przegrał w pojedynku przeciwko Yvonowi Robertowi. Don Arnold odzyskał pas AWA World Heavyweight Championship pokonując Rogersa w styczniu 1953, ale przegrał walkę rewanżową 29 stycznia i musiał zwrócić mistrzostwo. 5 marca 1953 Antonino Rocca pokonał Rogersa i przejął tytuł na miesiąc, po czym przegrał mistrzostwo 9 kwietnia w walce rewanżowej. Rogers posiadał pas AWA World Heavyweight Championship do 1954 roku. Mistrzostwo zostało mu odebrane za to, że nie chciał go bronić w walce przeciwko Ruffy’emu Silversteinowi.

#### Różne terytoria (1953 – 1961)
11 czerwca 1953 pokonał Dona Arnolda w walce o marylandzką wersję NWA Midwest Heavyweight Championship. Przegrał mistrzostwo 22 października 1953 w walce przeciwko Billowi Millerowi.
W 1953 wraz z Great Scottem wygrał walkę typu Elimination tag team match, w której nagrodą było mistrzostwo drużynowe MWA Ohio Tag Team Championship. 2 września 1954 Rogers i Scott przegrali tytuł w walce przeciwko Donowi Leo Jonathanowi i Rayowi Sternowi.
11 września 1954 pokonał Billa Millera w walce o marylandzką wersję NWA Midwest Heavyweight Championship. Rogers i Miller rywalizowali ze sobą, w efekcie czego po ich walce z 11 września tytuł wrócił do Rogersa, 18 września 1954 do Millera, a 2 października ponownie do Rogersa.
Rogers i Great Scott odzyskali mistrzostwo MWA Ohio Tag Team Championship 26 listopada 1954, pokonując ówczesnych mistrzów, Danny’ego McShaina i Oyamę Kato. 1 stycznia 1955 przegrali tytuły w starciu przeciwko Billowi Millerowi i Johnny’emu Valentine’owi. Odzyskali je w walce rewanżowej 10 lutego 1955 – Valentine’a zastępował wtedy Stan Holek. Ponownie stracili mistrzostwo 10 lutego 1955 przegrywając tym razem z Frankiem Talaberem i Bobo Brazilem.
15 lutego 1955 Wilbur Snyder pokonał Rogersa w walce o marylandzkie mistrzostwo NWA Eastern States Heavyweight (dawne NWA Midwest Heavyweight), które Rogers odzyskał w walce rewanżowej 21 kwietnia. Bill Miller ponownie pokonał Rogersa i przejął jego tytuł 26 lipca, ale utracił pas w walce rewanżowej 13 października. Następnie 8 listopada Karl Von Albers pokonał Rogersa i przejął mistrzostwo, ale Rogers nadal był uznawany za mistrza w Ohio. Obaj wrestlerzy zmierzyli się jeszcze raz 24 stycznia 1956 aby rozstrzygnąć kto z nich jest prawdziwym mistrzem. Zwyciężył Buddy Rogers. Z powodu niezgody co do tego kto jest prawowitym posiadaczem mistrzostwa, zostało ono zwakowane później w 1956 i przejęte przez Bobo Brazila, którego 18 maja w walce o tytuł pokonał Buddy Rogers.
1 czerwca 1956 Buddy Rogers pokonał mistrza Peppera Gomeza w walce o pas NWA Texas Heavyweight Championship. Przegrał mistrzostwo w pojedynku przeciwko Kayowi Bellowi 5 lipca, ale odzyskał je w walce rewanżowej 2 sierpnia. Jego ostatnie panowanie zakończyło się przegraną walką przeciwko Pepperowi Gomezowi 3 sierpnia.
Później w 1956 marylandzka wersja mistrzostwa NWA Eastern States Heavyweight została zwakowana i zorganizowano turniej, w którym nagrodą było to mistrzostwo. Buddy Rogers wygrał turniej 11 września pokonując w finale Jacka Allena. Między październikiem a grudniem 1956 mistrzostwo przejął Johnny Barend, a 11 stycznia 1957 ponownie mistrzem został Buddy Rogers. 19 września 1957 przegrał walkę o tytuł przeciwko Bearcatowi Wrightowi.
W maju 1957 zdobył tytuł NWA Mid-America Heavyweight Championship. Stracił go później tego samego roku.
23 stycznia 1958 pokonał mistrza Dorego Funka Sr. w walce o wersję Amarillo pasa NWA North American Heavyweight Championship. Funk odzyskał tytuł 3 kwietnia pokonując Rogersa.
23 października 1958 razem z Ronniem Etchisona pokonał tag team Mike’a Valentino i Gene’a Dubuque w walce o mistrzostwo NWA World Tag Team Championship – wersję San Francisco. Przegrali tytuł 21 listopada pokonani przez Gene’a Dubuque i Fritza von Goeringa.
Między 1957, a 1958 Ponownie został marylandzkim mistrzem NWA Eastern States Heavyweight i był nim z krótkimi przerwami w 1959 kiedy mistrzostwo posiadali kolejno w różnych odstępach czasu Sweet Daddy Siki, Fritz Von Goering oraz dwukrotnie Johnny Barend. Z każdym z nich Buddy Rogers przegrał walkę o tytuł i wygrał rewanż. Jego ostatnie, czternaste, panowanie zakończyło się 9 kwietnia 1960, kiedy został pokonany przez wrestlera o pseudonimie Masked Destroyer.
Buddy Rogers był mistrzem MWA Ohio Tag Team jeszcze dwa razy w 1959, raz z Great Scottem i raz z Juanem Sebastianem. Jego ostatnie panowanie mistrzowskie zakończyło się 26 marca, kiedy on i Juan Sebastian zostali pokonani przez Sweet Daddy Siki i Leona Grahama.
16 września 1959, po ośmiu latach, odzyskał pas MAC International Heavyweight Championhip pokonując jego ówczesnego posiadacza, Killera Kowalskiego. Obaj zawodnicy rywalizowali ze sobą, w wyniku czego mistrzostwo przejęli kolejno Kowalski 2 grudnia 1959, Rogers w styczniu 1960 i ponownie Kowalski 8 czerwca.
W lipcu 1960 wygrał turniej, w którym nagrodą była chicagowska wersja pasa NWA United States Heavyweight Championship.
19 listopada 1960 on i Johnny Valentine pokonali posiadaczy sankcjonowanego przez Capitol Wrestling Corporation pasa NWA United States Tag Team, Ala Costello i Roya Heffernana. Stracili jednak mistrzostwo w walce rewanżowej 28 listopada, w której zamiast Rogersa uczestniczył Chief Big Heart.

#### Mistrz świata (1961–1963)
30 czerwca 1961 Buddy Rogers pokonał Pata O’Connora i przejął posiadane przez niego mistrzostwo NWA World Heavyweight, najwyższe mistrzostwo uznawane przez ogólnoamerykańską ligę National Wrestling Alliance. Ich pojedynek został okrzyknięty walką stulecia i przyniósł rzadko wówczas osiągalny dochód 148 tysięcy dolarów ze sprzedaży biletów. Po wygranej walce Buddy Rogers powiedział To a nicer guy, it couldn't happen (pl. Milszemu gościowi to by się nie przytrafiło) i zwakował posiadaną przez siebie chicagowską wersję mistrzostwa NWA United States Heavyweight Championship.
18 sierpnia 1962 Bobo Brazil pokonał Buddy’ego Rogersa w walce o mistrzostwo NWA World Heavyweight. Rogers doznał kontuzji w czasie walki, w związku z czym Brazil odmówił przyjęcia tytułu, ale 6 września ogłoszono, że lekarze ocenili stan zdrowia Rogersa pozytywnie, więc Brazil został oficjalnie uznany za mistrza, mimo swojego sprzeciwu. 30 października obaj zawodnicy ponownie zmierzyli się w kolejnym pojedynku o mistrzostwo, który Rogers wygrał.
W 1962 w Buffalo w stanie Nowy Jork Buddy Rogers został dźgnięty nożem w przedramię przez fana wrestlingu. Nożownik został skazany na karę 25 dolarów grzywny. Sędzia orzekł, że Rogers był współwinny incydentu, prowokując swoim zachowaniem zamieszki na trybunach.
5 lipca 1962 Buddy Rogers i Johnny Barend pokonali posiadaczy sankcjonowanego przez Capitol Wrestling Corporation pasa NWA United States Tag Team, Boba Ellisa i Johnny’ego Valentine’a.
24 stycznia 1963 Buddy Rogers przegrał walkę o mistrzostwo NWA World Heavyweight z Lou Theszem w starciu typu Two Out Of Three Falls Match, choć Vincent James McMahon i Toots Mondt byli przeciwni decyzji National Wrestling Alliance o zmianie mistrza i oświadczyli, że nie uznają zmiany tytułu. W 1963 wypowiedzieli członkostwo lidze, a swoją niezależną od tej pory organizację wrestlingu przemianowali na World Wide Wrestling Federation (WWWF).

### World Wide Wrestling Federation (1963)
7 marca 1963 Buddy Rogers i Johnny Barend przegrali pojedynek z Buddym Austinem i Great Scottem i stracili swój tytuł drużynowy WWWF United States Tag Team Championship wyniesiony z NWA, gdzie był znany pod nazwą NWA United States Tag Team Championship.
25 kwietnia 1963 WWWF utworzyło swoje pierwsze mistrzostwo światowe, WWWF World Heavyweight Championship. Pierwszym posiadaczem tego tytułu został Buddy Rogers, który według organizacji miał rzekomo wygrać mistrzostwo w turnieju Rio De Janeiro.
Panowanie mistrzowskie Rogersa trwało miesiąc. 17 maja 1963 został pokonany w walce o tytuł przez Bruno Sammartino w 48 sekund. Przyczyną decyzji WWWF o zmianie mistrza był pogarszający się stan zdrowia Rogersa. W czasie swojego panowania Rogers doznał zawału mięśnia sercowego.
Po przegranej Rogers zdecydował się przejść na emeryturę, która trwała 16 lat. W jednym z wywiadów w 1976 stwierdził, że nie interesuje się już wrestlingiem i był nastawiony krytycznie do tej formy rozrywki. Nazwał wrestling z lat 70. niską formą okaleczania, utraconą sztuką i ocenił, że jest on bliski wyginięciu.

### Mid-Atlantic Championship Wrestling (1979 – początek lat 80. XX wieku)
W 1979 dołączył do środkowoatlantyckiego terytorium ligi National Wrestling Alliance, do organizacji Mid-Atlantic Championship Wrestling, gdzie latem niespodziewania zaatakował Rica Flaira. Flair był wrestlerem, który inspirował się Rogersem i używał tego samego przydomka – „The Nature Boy” (pl. Chłopiec Natury). Przyznawał też, że wzorował swój wygląd, charakter i styl walki na Rogersie, a w końcu zdecydował się rywalizować ze swoim pierwowzorem. 8 lipca 1979 w Greensboro w stanie Karolina Północna Ric Flair wygrał ostateczną walkę przeciwko Buddy’emu Rogersowi, reklamowaną jako Battle of the Nature Boys. Do pokonania przeciwnika Flair użył charakterystycznego dla obu uczestników walki chwytu Figure-Four Leglock. Po walce wypowiedział po raz pierwszy swoje motto, To be The Man, you have to beat The Man (pl. Aby być mężczyzną trzeba pokonać mężczyznę).
Rogers wycofał się z czynnego udziału w walkach, ale nadal pracował w Mid-Atlantic Championship Wrestling jako manager takich heelów jak Gene Anderson, Jimmy „Superfly” Snuka, Ken Patera i Big John Studd.

### World Wrestling Federation (początek lat 80. XX wieku – 1982)
Na początku lat 80. Buddy Rogers został ponownie zatrudniony przez World Wrestling Federation (dawne World Wide Wrestling Federation), aby prowadzić segment z wywiadami Rogers’ Corner. W jednym z wątków fabularnych ujawnił, że manager Lou Albano oszukiwał swojego klienta, Jimmy'egp Snukę, defraudując pieniądze z jego kontraktu. Po tym ujawnieniu Snuka zwrócił się przeciwko swojemu managerowi i stał się face’em. Rogers często towarzyszył Snuce w ringu, czasem nawet jako partner w pojedynkach tag teamów, ale po tym jak złamał biodro walcząc u boku Snuki przeciwko Albano i Rayowi Stevensowi, na zawsze zakończył karierę zawodnika. Oficjalnie przeszedł na emeryturę 25 listopada 1982.

## Życie prywatne
Do 1943 pracował jako oficer policji w Cadmen i praktykant w stoczni w Nowym Jorku.
Lokalna gazeta Courier-Post oszacowała, że do 1963 zarobił 4,5 miliona dolarów jako wrestler.
Gdy w latach 60. XX wieku przeszedł na emeryturę, powrócił do rodzinnego miasta Camden, w którym otworzył restaurację i handlował domami mobilnymi. Otworzył też klub nocny w Lindenwold, gdzie występowała jego przyszła żona, Debbie Hayes. Wzięli ślub w 1968. Razem mieli syna Davida i zamieszkali przy ulicy Coles Mill Road w Haddonfield, w domu zbudowanym na fundamentach domu Elizabeth Haddon, założycielki miasta. Na emeryturze Rogers hobbystycznie zajmował się kwiaciarstwem.
Jego brat, John Rohde, też był wrestlerem.

## Śmierć i upamiętnienie
W 1992, w wieku 71 lat, Buddy Rogers przygotowywał swój powrót do kariery, aby stanąć do walki z Buddym Landelem, jeszcze jednym wrestlerem posługującym się przydomkiem Nature Boy. Walkę miała zorganizować organizacja Tri-State Wrestling Alliance. Pojedynek nie odbył się jednak, ponieważ 26 czerwca 1992 Buddy Rogers zmarł na zawał mięśnia sercowego w Fort Lauderdale w stanie Floryda. Został pochowany na cmentarzu Forest Lawn Memorial Gardens North w Pompano Beach.
9 czerwca 1994 Rogers został pośmiertnie wprowadzony do WWF Hall of Fame przez ówczesnego mistrza WWF, Breta Harta. W 1996 został dodany do galerii sławy Wrestling Observer Newsletter Hall of Fame, a w 2010 do NWA Hall of Fame.

## Mistrzostwa i osiągnięcia
- American Wrestling Association
  - AWA Eastern States Heavyweight Championship (1 raz)
  - AWA World Heavyweight Championship (3 razy)
- Capitol Wrestling Corporation
  - NWA United States Tag Team Championship (wersja Północno-wschodnia) (2 razy)
- Eastern Championship Wrestling
  - NWA Midwest / Eastern Heavyweight Championship (wersja Maryland) (14 razy)
- Midwest Wrestling Association
  - MWA Ohio Tag Team Championship (5 razy) – 4 razy z Great Scottem i 1 raz z Juanem Sebastianem
- Montreal Athletic Commission
  - MAC International Heavyweight Championship (3 razy)
- National Wrestling Alliance
  - NWA Mid-America Heavyweight Championship (1 raz)
  - NWA World Heavyweight Championship (1 raz)
  - NWA Hall of Fame (2010)
- National Wrestling Alliance Chicago
  - NWA United States Heavyweight Championship (wersja Chicago) (1 raz)
- National Wrestling Alliance San Francisco
  - NWA World Tag Team Championship (wersja San Francisco) (1 raz)
- Jack Pfefer
  - World Heavyweight Championship (4 razy)
- Western States Sports
  - NWA North American Heavyweight Championship (wersja Amarillo) (1 raz)
- World (Wide) Wrestling Federation
  - WWWF United States Tag Team Championship (1 raz)
  - WWE Hall of Fame (1994)[1]
- Professional Wrestling Hall of Fame and Museum
  - Wprowadzony w 2002[30]
- Pro Wrestling Illustrated
  - PWI Editor's Award (1990)
  - Stanley Weston Award (1990)
- Southwest Sports
  - NWA Texas Heavyweight Championship (6 razy)
  - NWA Texas Tag Team Championship (1 raz) – z Otto Kussem
- Wrestling Observer Newsletter
  - Wrestling Observer Newsletter Hall of Fame (1996)[1]